# Serge Poirier
Serge Poirier (* 13. November 1932 in Morlaix; † 9. Januar 2023 in Laval) war ein französischer Fußballspieler.

## Karriere
Der 169 Zentimeter große Abwehrspieler Poirier stand von 1951 an im Zweitligakader des westfranzösischen Klubs SCO Angers. Er kam während der Saison 1951/52 zu seinem Profidebüt, wurde aber in den nachfolgenden Jahren nur noch sporadisch berücksichtigt. Ab 1954 lief er für mehrere Spielzeiten ausschließlich für die zweite Mannschaft in einer Amateurliga auf. 
Zur Saison 1959/60 schaffte er den Sprung zurück in die mittlerweile in die oberste Liga aufgestiegene erste Auswahl des Vereins. Fortan wurde er regelmäßig aufgeboten, wenngleich er keinen festen Stammplatz erhielt, und fand sich mit dem Team im Tabellenmittelfeld wieder. 1961 beendete er mit 28 Jahren nach 22 Erstligapartien und sechs Zweitligaeinsätzen jeweils ohne Torerfolg seine Profilaufbahn, die er komplett im Trikot von Angers absolviert hatte. Anschließend ging er zum Amateurverein Club Athlétique Evronnais, bei dem er von 1961 bis 1962 als Trainer arbeitete.